# Jane Goodall
Dame Jane Morris Goodall DBE, Ph.D. (pronúncia em inglês: [/ˈɡʊdɔːl/]; nascida Valerie Jane Morris-Goodall em 3 de abril de 1934) anteriormente chamada Baronesa Jane van Lawick-Goodall, é uma primatologista, etóloga e antropóloga britânica. Considerada mundialmente a maior estudiosa em chimpanzés, Goodall tem seu trabalho mais reconhecido com o estudo das interações sociais e familiares de chimpanzés selvagens, desde em que ela trabalhou em campo no Parque Nacional de Gombe Stream na Tanzânia na década de 60, onde ela foi a primeira a testemunhar comportamentos de primatas semelhantes ao de humanos, incluindo o conflito armado.
Ela é a fundadora do Instituto Jane Goodall e do programa Roots & Shoots, e ela tem trabalhado exaustivamente na conservação e bem-estar dos animais. Goodall tem servido no comitê do Projeto de Direitos dos não Humanos desde sua fundação em 1996. Em abril de 2002, ela foi escolhida como mensageira da paz das Nações Unidas. Goodall é membra honorária do Conselho para o Futuro do Mundo.

## Primeiros anos
Valerie Jane Morris-Goodall nasceu em 1934, em Hampstead (Londres), filha do negociante Mortimer Herbert Morris-Goodall (1907–2001) e Margaret Myfanwe Joseph (1906–2000), uma romancista de Milford Haven, Pembrokeshire, a qual assinava com o nome de Vanne Morris-Goodall.
A família mais tarde se mudou para Bournemouth, e Goodall ingressou em uma escola independente perto de Poole.
Quando criança, ganhou um chimpanzé de pelúcia em alternativa a um ursinho, chamado Jubilee. Goodall disse que o carinho por animais começou precocemente graças a esta figura, comentando que: "Minha mãe ficava horrorizada com esse brinquedo, pensando que me assustaria e me daria pesadelos." Atualmente, Goodall continua com a posse de Jubilee em Londres.

## África
Goodall sempre nutriu uma paixão por animais africanos, o que levou ela a ir para uma fazenda de um amigo nos planaltos do Quênia em 1957. A partir dai, ela conseguiu o emprego de secretária, e atuando como conselheira de seu amigo, ela telefonou para Louis Leakey, paleontólogo e arqueólogo queniano, sem qualquer outra coisa em mente do que discutir sobre animais. Leakey, acreditando que o estudo dos grandes primatas contemporâneos poderiam indicar como os primeiros hominídeos se comportavam, estava em busca de um pesquisador de chimpanzés mas não tinha se manifestado publicamente por um. Ao invés disso, ele propôs que Goodall trabalhasse para ele como secretária. Após obter a aprovação de sua esposa e também pesquisadora, a paleoantropologista Mary Leakey, Louis mandou Goodall para a Garganta de Olduvai em Tanganica (atual Tanzânia), onde ele planejava seus estudos.[carece de fontes?]
Em 1958, Leakey mandou Goodall para estudar o comportamento dos primatas com Osman Hill e a anatomia desses animais com o especialista John Napier. Leakey arrecadou fundos e, em 14 de julho de 1960, Goodall foi enviada para o Parque Nacional de Gombe Stream, se tornando a primeira do que seria chamada de Os Anjos de Leakey. Ela foi acompanhada de sua mãe, cuja presença era necessária para sua segurança de acordo com os requerimentos. Goodall dá créditos a sua carreira de primatologia graças aos trabalhos de sua mãe, pois a primatologia era dominada por homens na época. Goodall afirma que as mulheres não eram aceitas nesse campo de atuação quando ela começou a trabalhar no final da década de 50. Hoje, a primatologia é composta tanto por homens e mulheres, em parte por causa dos Anjos de Leakey e os encorajamentos de Goodall para que mulheres entrassem no campo de estudo.
Leakey arrecadou fundos, e em 1962 ele mandou Godall, que não tinha graduação, para a Universidade de Cambridge, em específico para Newnham College, e obteve seu PhD em etnologia. Ela se tornou a oitava pessoa a ser permitida a obter um PhD sem antes ter um BA ou BsC. A tese de Goodall ficou completa em 1965 sob a supervisão de Robert Hinde, a qual foi denominada Behaviour of free-living chimpanzees, detalhando seus cinco anos de trabalho de estudo na reserva de Gombe.
Em 19 de junho de 2006, a Universidade Aberta da Tanzânia galardoou Goodall com um BsC.

## Trabalhos

### Pesquisas no Parque Nacional de Gombe Stream
Goodall é melhor conhecida por seus estudos da vida familiar e social dos chimpanzés. Ela começou pesquisando os chimpanzés da comunidade Kasakela no Parque Nacional de Gombe Stream, Tanzânia, em 1960. Ao invés de numerar os chimpanzés que observava, ela deu nome para cada um deles como Fifi e David Greybeard, e observou que cada um tinha personalidades individuais e únicas, uma ideia não convencional para o período. Ela se deparou que "não são somente seres humanos que tinham personalidade, eram capazes de ter pensamento racional [e] emoções como alegria e tristeza." Ela também percebeu comportamentos como beijos, abraços, tapinha nas costas, laços emocionais e até mesmo fazer cócegas, coisas que consideramos como "atividades humanas". Goodall insistiu que este gestos são evidência de "conexões próximas e de ajuda mútua que se desenvolvem entre membros familiares e outros indivíduos dentro da comunidade, que podem persistir por um ciclo de vida de mais de 50 anos". Estes achados sugerem similaridade entre humanos e chimpanzés além dos genes e podem ser vistos nas emoções, inteligência, família e relações.
A pesquisa de Goodall em Gombe Stream é famosa na comunidade científica por ter desafiado o paradigma das ciências na época: que apenas humanos poderiam construir e usar ferramentas, e que chimpanzés são vegetarianos. Enquanto observava um chimpanzé se alimentando de um cupinzeiro, ela observou ele colocar várias hastes de grama em buracos de cupins e, em seguida, removê-los do buraco coberto por cupins que estavam grudados nas hastes, como se estivesse "pescando" os cupins. Os chimpanzés também pegavam galhos de árvores e arrancavam as folhas para torná-los mais eficazes, uma forma de modificação de objeto que não passa do início rudimentar da fabricação de ferramentas. Os seres humanos por muito tempo tinham se distinguido dos restantes dos animais como o "ser que produzia ferramentas". Em resposta aos achados revolucionários de Goodall, Loius Leakey escreveu: "Devemos agora redefinir o ser humano, ou redefinir ferramenta, ou aceitar os chimpanzés como seres humanos!".
Em contraste com o comportamento pacífico e carinhoso observado, Goodall também encontrou uma natureza agressiva dos chimpanzés em Gombe Stream. Ela descobriu que os chimpanzés sistematicamente caçavam e se alimentavam de primatas menores como os macacos Colubus. Goodall assistiu um chimpanzé subindo em uma árvore em que um Colobus tinha todas as saídas bloqueadas, para então o Chimpanzé matá-lo. Os outros membros do grupo pegaram parte da carcaça, compartilhando entre si enquanto alguns de hierarquia menores pediam por pedaços. Os chimpanzés de Gombe mataram e se alimentaram de aproximadamente de um terço da população de Colobus no parque em cada ano. Esta observação por si só era um grande desafio para a concepção da dieta dos chimpanzés e seu comportamento.
Goodall também observou a tendência para a agressão e violência entre os próprios membros do grupo chimpanzé. Goodall observou fêmeas dominantes matando deliberadamente os filhotes de outras fêmeas no bando para manter sua dominância, algumas vezes indo tão longe que o canibalismo também foi observado. Ela diz que essa revelação, "Durante os dez primeiros anos que pesquisei […] que os chimpanzés de Gombe eram, na maior parte do tempo, melhores do que seres humanos. […] Então subitamente nos vimos que os chimpanzés poderiam ser brutais consigo próprios—, que eles, como a gente, tem um lado obscuro de sua natureza.". Ela escreveu sobre a Guerra dos Chimpanzés de Gombe em suas memórias, Through a Window: My Thirty Years with the Chimpanzees of Gombe. Seus estudos revolucionaram o nosso conhecimento sobre o comportamento dos chimpanzés, que existiam maiores evidências entre as similaridades entre humanos e chimpanzés, embora de uma maneira algumas vezes obscura.[carece de fontes?]
Goodall também se distanciou da convenção tradicional do período ao nomear os animais ao invés de numera-los. A numeração era uma prática universal daquele tempo e embora importante para distanciar as emoções do pesquisador com o animal estudado, distanciar-se de outros pesquisadores levou Goodall a desenvolver um laço próximo com os chimpanzés e se tornar, naquela época, o único humano a ser aceita na sociedade chimpanzé. Ela foi colocada na parte mais inferior da hierarquia do bando por um período de 22 meses.[carece de fontes?]

## Críticas

### Nomes ao invés de números

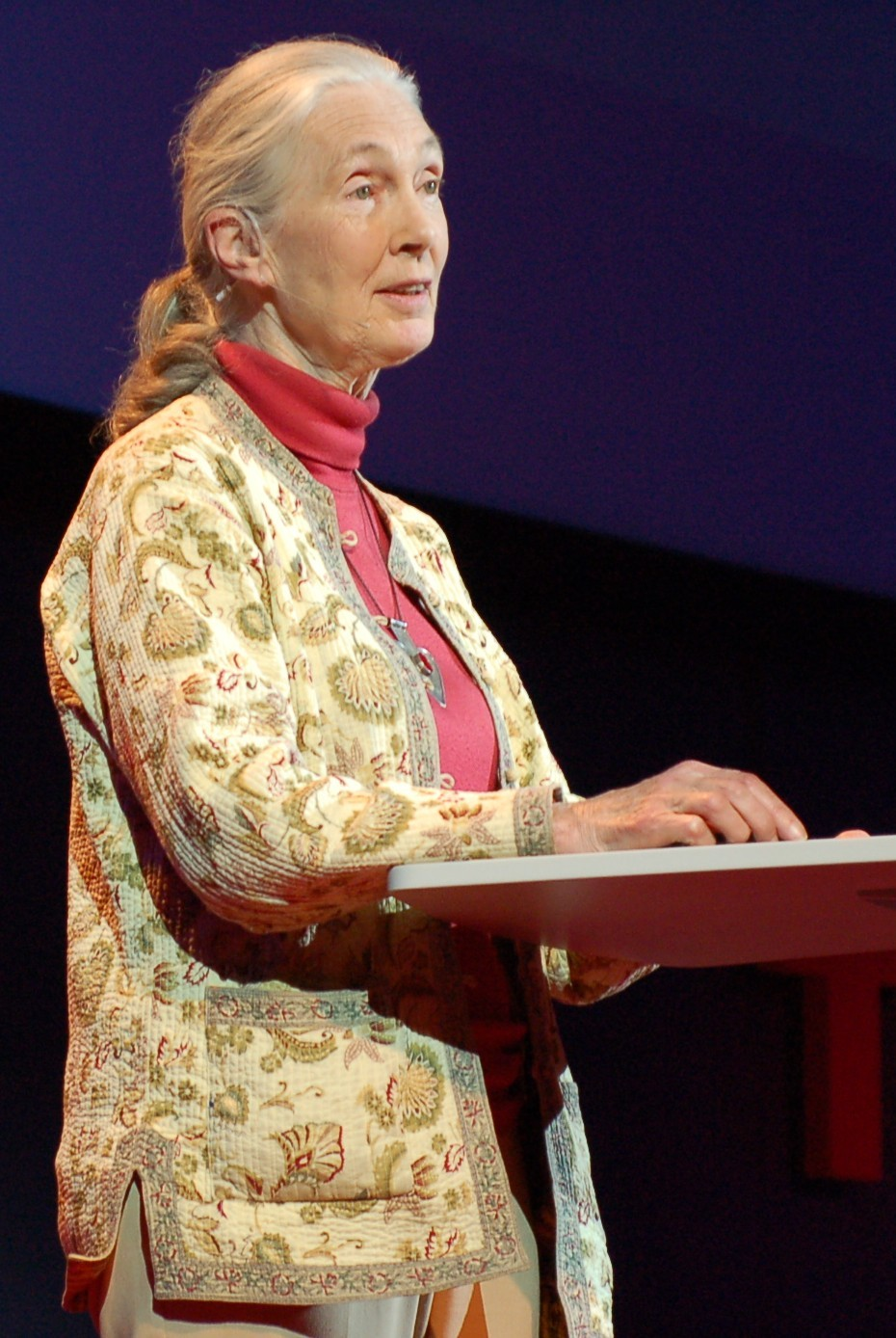
Jane Goodall no TedGlobal em 2007.

Goodall utilizou práticas não convencionais em seus estudos; por exemplo, nomear indivíduos (os chimpanzés) em vez de numerá-los. Na época, a numeração era usada para evitar o apego emocional e perda de  objetividade.
Goodall escreveu em 1993: "Quando, no início dos anos 60, usei abertamente palavras como 'infância', 'adolescência', 'motivação', 'excitação' e 'humor', fui muito criticada. Pior ainda foi meu "crime" de sugerir que os chimpanzés tinham 'personalidades'. Eu estava atribuindo características humanas a animais não humanos e, portanto, era culpada daquele pior dos pecados etológicos - o antropomorfismo".

### Estações de alimentação
Muitos métodos científicos padrões visam evitar a interferência dos observadores e, em particular, alguns acreditam que o uso de estações de alimentação para atrair chimpanzés em Gombe alterou os padrões normais de forragem e alimentação e as relações sociais deles. Este argumento é o foco de um livro publicado por Margaret Power em 1991. Foi sugerido que níveis mais altos de agressão e conflito com outros grupos de chimpanzés na área foram devidos à alimentação, o que poderia ter criado as "guerras" entre grupos sociais de chimpanzés descritas por Goodall, aspectos dos quais ela não testemunhou nos anos anteriores ao início das estações de alimentação em Gombe. Assim, alguns consideram as observações de Goodall como sendo anomalias do comportamento normal dos chimpanzés.
A própria Goodall reconheceu que as estações contribuíram para a agressão dentro e entre grupos, mas manteve que as consequências se limitaram a alterar a intensidade e não a natureza do conflito entre chimpanzés, e sugeriu ainda que a alimentação por estações era necessária para que o estudo fosse eficaz. Craig Stanford, do Jane Goodall Research Institute e da Universidade do Sul da Califórnia, afirma que os pesquisadores que realizam estudos sem provisões artificiais têm dificuldade em ver qualquer comportamento social dos chimpanzés, especialmente aqueles relacionados a conflitos entre grupos.
Alguns estudos recentes, como os de Crickette Sanz no Triângulo de Goualougo (Congo) e Christophe Boesch no Parque nacional de Taï (Costa do Marfim), não mostraram a mesma agressão observada nos estudos de Gombe. No entanto, outros primatologistas discordam que os estudos têm falhas; por exemplo, Jim Moore faz uma crítica às afirmações de Margaret Powers e alguns estudos de outros grupos de chimpanzés mostraram agressões semelhantes às de Gombe, mesmo na ausência de estações de alimentação.

### Plágio emSeeds of Hope
Em 22 de março de 2013, o Hachette Book Group USA anunciou que o novo livro de Goodall e da co-autora Gail Hudson, Seeds of Hope, não seria lançado em 2 de abril, como planejado, devido à descoberta de partes plagiadas. Um revisor do The Washington Post encontrou seções não atribuídas devidamente que foram copiadas de websites sobre chá orgânico, tabaco e um "site amador de astrologia", bem como da Wikipedia (em inglês). Goodall pediu desculpas e declarou: "É importante para mim que as fontes apropriadas sejam creditadas, e eu estarei trabalhando zelosamente com minha equipe para abordar todos os pontos preocupantes sobre esse episódio. Meu objetivo é assegurar que quando este livro for lançado não só esteja de acordo com os mais altos padrões editoriais, mas também que o foco esteja nas mensagens cruciais que deseja transmitir". O livro foi lançado em 1 de abril de 2014, após a revisão e a adição de 57 páginas em notas finais.

## Vida pessoal
Goodall já se casou duas vezes. Em 28 de março de 1964, ela casou-se com um nobre holandês, o fotógrafo de vida selvagem e Barão Hugo van Lawick, e ficou conhecido durante seu casamento como Baronesa Jane van Lawick-Goodall. O casal teve um filho, Hugo Eric Louis (nascido em 1967); eles se divorciaram em 1974. No ano seguinte, ela casou-se com Derek Bryceson, membro do Parlamento da Tanzânia e diretor dos parques nacionais daquele país. Ele morreu de câncer em outubro de 1980. Devido à sua posição no governo tanzaniano como chefe dos parques nacionais do país, Bryceson pôde proteger o projeto de pesquisa de Goodall e implementar um embargo ao turismo em Gombe.
Goodall declarou que o cão é o seu animal preferido.
Goodall sofre de prosopagnosia, o que dificulta o reconhecimento de rostos que está familiarizada.

### Religião e espiritualidade
Goodall foi criado em uma família cristã congregacionalista. Quando jovem, ela teve aulas de Teosofia. Sua família era frequentadora ocasional da igreja, mas Goodall começou a frequentar mais regularmente a religião na adolescência quando a sua igreja nomeou um novo ministro, Trevor Davies. "Ele era bastante inteligente e seus sermões eram poderosos e provocadores. Eu poderia escutar sua voz por horas... Eu me apaixonei loucamente por ele... De repente, ninguém tinha que me encorajar a ir à igreja. De fato, nunca houve um número de cultos suficientes para o meu gosto". De sua posterior descoberta do ateísmo e do agnosticismo de muitos de seus colegas científicos, Goodall escreveu que "por sorte, quando cheguei a Cambridge eu tinha vinte e sete anos e minhas crenças já tinham se fixado para que eu não fosse influenciado por essas opiniões".
Em seu livro Reason for Hope: A Spiritual Journey, de 1999, Goodall descreve as implicações de uma experiência mística que ela teve na Catedral de Notre Dame em 1977: "Como não posso acreditar que isso tenha sido resultado do acaso, tenho que admitir sou "anti-acaso". E por isso tenho que acreditar em um poder maior no universo - em outras palavras, tenho que acreditar em Deus". Quando perguntado se ela acredita em Deus, Goodall disse em setembro de 2010: "Eu não tenho nenhuma ideia de quem ou o que Deus é. Mas eu acredito em algum grande poder espiritual. Eu sinto particularmente quando estou na natureza; é apenas algo que é maior e mais forte do que eu. Eu o sinto. E isso é suficiente para mim". Quando perguntado no mesmo ano se ela ainda se considera cristã, Goodall disse ao The Guardian.: "Suponho que sim; eu fui criada como cristã".
Em seu prefácio ao livro de 2017 The Intelligence of the Cosmos de Ervin László, um filósofo da ciência que defende a teoria da mente quântica, Goodall escreveu: "devemos aceitar que há uma Inteligência impulsionando o processo [da evolução], que o Universo e a vida na Terra são formados por um Criador desconhecido e incognoscível, um Ser Supremo, um Grande Poder Espiritual".

## Prêmios e reconhecimentos

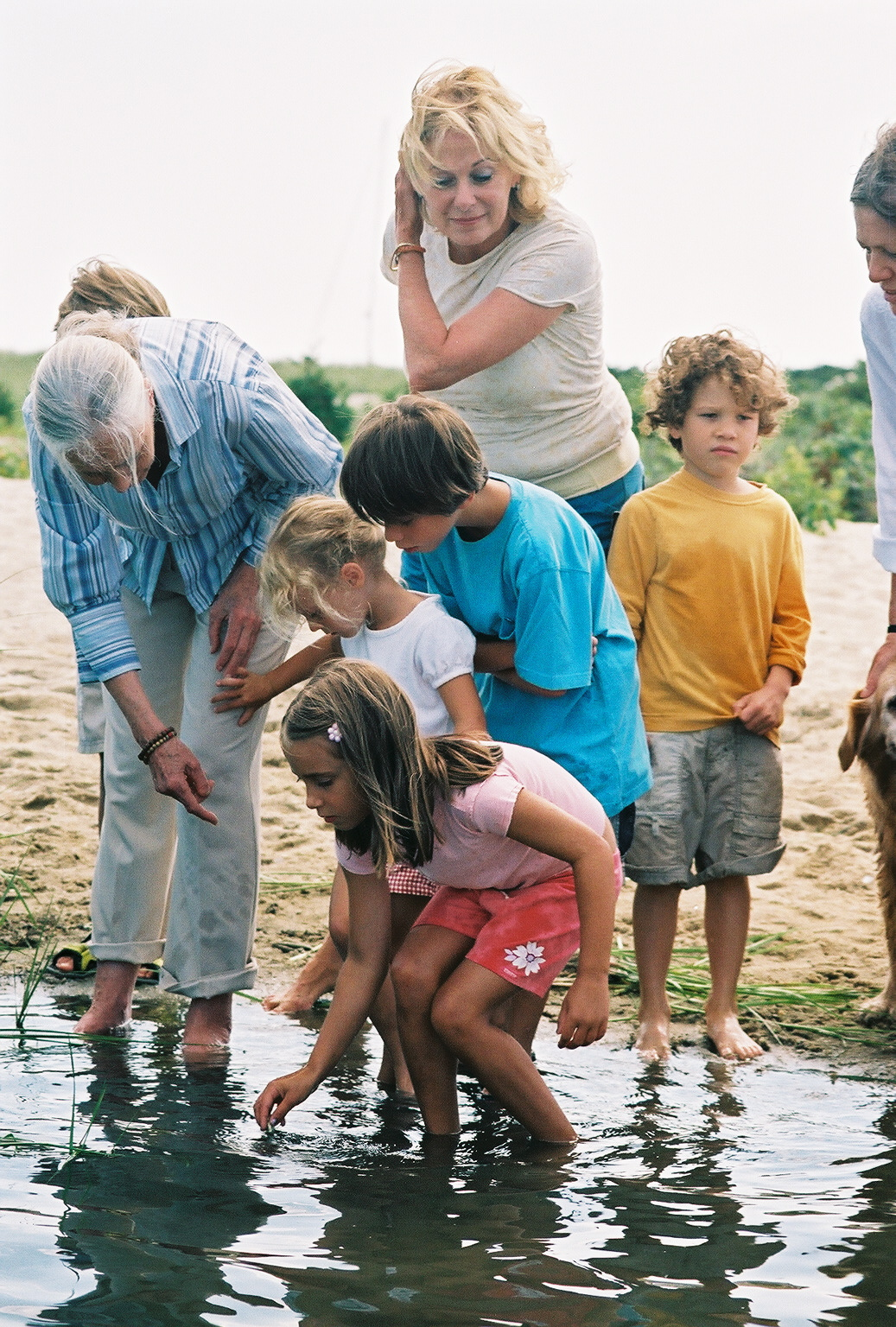
Jane Goodall ensina sobre pântanos em Martha's Vineyard, Estados Unidos, em 2006.

Goodall muitas honrarias por seu trabalho ambiental e humanitário, assim como em outros campos. Ela foi premiada com a Ordem do Império Britânico em uma premiação realizada no Palácio de Buckingham em 2004. Em abril de 2002, o Secretário-Geral Kofi Annan nomeou Goodall como Mensageira da Paz das Nações Unidas. Suas outras honrarias incluem o Prêmio Tyler de Conquista Ambiental, a Ordem Nacional da Legião de Honra da França, a Medalha da Tanzânia, o prestigiado Prêmio Kyoto do Japão, a Medalha Benjamin Franklin em biologia, o Prêmio Gandhi-King para o reconhecimento da não-violência e o Prémios Princesa das Astúrias.
Ela também é membro do conselho da revista BBC Wildlife e patrocinadora da Population Matters (anteriormente chamado Optimum Population Trust).
Ela recebeu muitas homenagens, distinções e prêmios de governos locais, escolas, instituições e instituições de caridade ao redor do mundo. Goodall foi homenageada pela The Walt Disney Company com uma placa em uma escultura chamada Tree of Life no parque temático Animal Kingdom do Walt Disney World Resort, ao lado de uma escultura de seu querido David Greybeard, o primeiro chimpanzé que se aproximou de Goodall durante seu primeiro ano em Gombe. Ela é membro da Academia de Artes e Ciências dos Estados Unidos e da Sociedade Filosófica Americana.
Em 2010, Dave Matthews e Tim Reynolds realizaram um concerto beneficente no DAR Constitution Hall em Washington DC para comemorar "Gombe 50: uma celebração global da pesquisa pioneira de chimpanzés de Jane Goodall e visão inspiradora para nosso futuro". A revista Time nomeou Goodall como uma das 100 pessoas mais influentes do mundo em 2019. Em 2021, ela recebeu o Prêmio Templeton.

## Trabalhos sobre e por Jane Goodall

### Livros
- 1969 My Friends the Wild Chimpanzees Washington, DC: National Geographic Society
- 1971 Innocent Killers (com H. van Lawick). Boston: Houghton Mifflin; London: Collins
- 1971 In the Shadow of Man Boston: Houghton Mifflin; Londres: Collins. Publicado em in 48 línguas
- 1986 The Chimpanzees of Gombe: Patterns of Behavior Boston: Belknap Press of the Harvard University Press. Publicado também em japonês e russo.
- 1990 Through a Window: 30 years observing the Gombe chimpanzees Londres: Weidenfeld & Nicolson; Boston: Houghton Mifflin. Traduzido para mais de 15 línguas Penguin, UK. American Library Association
- 1991 Visions of Caliban (co-autoria com Dale Peterson, PhD). Boston: Houghton Mifflin. New York Times
- 1999 Brutal Kinship (com Michael Nichols). Nova Iorque: Aperture Foundation
- 1999 Reason For Hope; A Spiritual Journey (com Phillip Berman). Nova Iorque: Warner Books, Inc. Traduzido para o japonês e o português
- 2000 40 Years At Gombe Nova Iorque: Stewart, Tabori, and Chang
- 2000 Africa In My Blood (editado por Dale Peterson). Nova Iorque: Houghton Mifflin Company
- 2001 Beyond Innocence: An Autobiography in Letters, the later years (editado por Dale Peterson). Nova Iorque: Houghton Mifflin Company ISBN 0-618-12520-5
- 2002 The Ten Trusts: What We Must Do To Care for the Animals We Love (com Marc Bekoff). San Francisco: Harper San Francisco
- 2005 Harvest for Hope: A Guide to Mindful Eating New York: Warner Books, Inc. ISBN 0-446-53362-9
- 2009 Hope for Animals and Their World: How Endangered Species Are Being Rescued from the Brink Grand Central Publishing ISBN 0-446-58177-1
- 2013 Seeds of Hope: Wisdom and Wonder from the World of Plants (com Gail Hudson) Grand Central Publishing ISBN 1-4555-1322-9
- 2021 The Book of Hope, com Douglas Abrams e Gail Hudson, Viking[50]

#### Livros infantis
- 1972 Grub: The Bush Baby (com H. van Lawick). Boston: Houghton Mifflin
- 1988 My Life with the Chimpanzees Nova Iorque: Byron Preiss Visual Publications, Inc. Traduzido para o francês, japonês e chinês.
- 1989 The Chimpanzee Family Book Saxonville, MA: Picture Book Studio; Munich: Neugebauer Press; Londres: Picture Book Studio. Traduzido para mais de 15 línguas, incluindo japonês e o suaíli.
- 1989 Jane Goodall's Animal World: Chimps Nova Iorque: Macmillan
- 1989 Animal Family Series: Chimpanzee Family; Lion Family; Elephant Family; Zebra Family; Giraffe Family; Baboon Family; Hyena Family; Wildebeest Family Toronto: Madison Marketing Ltd
- 1994 With Love New York / Londres: North-South Books. Traduzid para o alemão, francês, italiano e japonês
- 1999 Dr. White (illustrated by Julie Litty). New York: North-South Books
- 2000 The Eagle & the Wren (illustrated by Alexander Reichstein). Nova Iorque: North-South Books
- 2001 Chimpanzees I Love: Saving Their World and Ours Nova Iorque: Scholastic Press
- 2002 (Foreword) "Slowly, Slowly, Slowly," Said the Sloth por Eric Carle. Philomel Books
- 2004 Rickie and Henri: A True Story (com Alan Marks) Penguin Young Readers Group

### Filmes
Goodall foi foco de mais de 40 filmes:
- 1965 Miss Goodall and the Wild Chimpanzees National Geographic Society
- 1973 Jane Goodall and the World of Animal Behavior: The Wild Dogs of Africa com Hugo van Lawick
- 1975 Miss Goodall: The Hyena Story  The World of Animal Behavior Series Versão de 1979
- 1976 Lions of the Serengeti um episódio de The World About Us da BBC2
- 1984 Among the Wild Chimpanzees National Geographic Special
- 1988 People of the Forest com Hugo van Lawick
- 1990 Chimpanzee Alert Central Television
- 1990 The Life and Legend of Jane Goodall National Geographic Society.
- 1990 The Gombe Chimpanzees Bavarian Television
- 1995 Fifi's Boys para a the Natural World series da BBC
- 1996 Chimpanzee Diary da BBC2 Animal Zone
- 1997 Animal Minds da BBC
- Goodall deu a voz a ela mesma na produção The Wild Thornberrys.
- 2000 Jane Goodall: Reason For Hope PBS produção especial da KTCA
- 2001 «Chimps R Us, on season 11, episode 8». Scientific American Frontiers. Chedd-Angier Production Company. 2000–2001. Cópia arquivada em 2006

- 2002 Jane Goodall's Wild Chimpanzees  em colaboração com Science North
- 2005 Jane Goodall's Return to Gombe da Animal Planet
- 2006 Chimps, So Like Us HBO
- 2007 When Animals Talk We Should Listen da Animal Planet
- 2010 Jane's Journey da Animal Planet
- 2012 Chimpanzee da Disneynature
- 2017 Jane filme biográfico da National Geographic
- 2018 Zayed's Antarctic Lights
- 2020 Jane Goodall: The Hope, filme biográfico, National Geographic Studios, produzido por Lucky 8[52]